# Nathalie Degenaar
Nathalie Deborah Degenaar (Rotterdam, 1980) is een Nederlandse sterrenkundige en universitair hoofddocent aan de Universiteit van Amsterdam. Ze onderzoekt neutronensterren en zwarte gaten.

## Opleiding en carrière
Nathalie Degenaar behaalde in 2004 haar bachelor natuurkunde aan de Vrije Universiteit Amsterdam. Daarop volgde een master natuur- en sterrenkunde aan de Universiteit van Amsterdam die ze in 2006 cum laude afrondde. In 2010 promoveerde Degenaar aan de Universiteit van Amsterdam met haar proefschrift Exploring subluminous X-ray binaries. Haar promotieonderzoek ging over de eigenschappen van relatief zwakke bronnen van röntgenstraling in het heelal. Dat zijn vaak röntgendubbelsterren waarin een neutronenster of zwart gat materie aantrekt van een begeleidende ster. Degenaar promoveerde bij Michiel van der Klis en copromotor Rudy Wijnands.
Van 2011 tot 2014 werkte Degenaar aan de Universiteit van Michigan (Verenigde Staten). Daarna, van 2014 tot 2016, was ze onderzoeker aan Institute of Astronomy van de Universiteit van Cambridge (Verenigd Koninkrijk). In 2016 keerde ze terug naar de Universiteit van Amsterdam, waar ze een onderzoeksgroep ging leiden. In 2020 werd ze universitair docent. In 2023 universitair hoofddocent.

## Onderzoek
In haar onderzoek focust Degenaar zich op röntgendubbelsterren, waarin een neutronenster of zwart gat materie aantrekt van een begeleidende ster. Met observaties van deze dubbelsterren onderzoekt Degenaar jets, accretieschijven, materie in neutronensterren, de evolutie van dubbelsterren en sterexplosies.
In 2011 publiceerde ze samen met haar voormalig copromotor Rudy Wijnands een serie wetenschappelijke artikelen over de opwarming, het binnenste en de korst van een toen pas ontdekte neutronenster. In 2017 beredeneerde ze met collega's dat een neutronenster met sterk magneetveld mogelijk toch jets lanceert. In 2018 ontdekte ze met een team voor het eerst zo'n sterk magnetische neutronenster die jets produceert. In 2022 liet ze met collega's zien dat het zwarte gat in het centrum van onze Melkweg niet alleen van dag tot dag flikkert, maar ook op de lange termijn. Ook ontdekte in 2022 met collega's een nieuw soort sterexplosies: micronova's.. In 2024 publiceerde ze met een team van wetenschappers over een straalstroom van gas die met een derde van de lichtsnelheid wegschiet bij een neutronenster.

## Prijzen en onderscheidingen (selectie)
- Vici-beurs van NWO (2025)[25]
- XS-beurs van NWO (2020)[26]
- Vidi-beurs van NWO (2015)[27]
- Marie Curiebeurs van de Europese Commissie (2014)
- Hubble Fellowship van NASA (2011)[28]

Planetoïde (12948) Nathaliedegenaar is naar haar vernoemd.

## Wetenschapscommunicatie
Nathalie Degenaar is geregeld te gast op de radio, figureert in video's en treedt op bij publieke evenementen. In het cultureel seizoen 2019-2020 trad ze op met jazz-ensemble TRIFID tijdens de tour Sounds of Interstellar Space. In 2022 was ze te gast bij de podcast De kosmos van Pannekoek. Daar sprak ze over hoe zij onderzoek doet. In 2024 gaf ze tekst en uitleg over de grootsheid van het heelal bij de opening van een lichtshow in de Amsterdamse tentoonstellingsruimte Fabrique des Lumières. Tijdens de opening van het academisch jaar 2024 aan de Universiteit van Amsterdam hield ze een mini-college over zwarte gaten. Eind 2024 was te gast bij de podcast Vroeg! om te praten over sterrenkunde in films. Ook nam ze eind 2024 deel aan een korte video over extreme astrofysica in de ruimte.